# Еднопроходни
Еднопроходните (Monotremata), или първични или яйценосни бозайници, са разред животни от клас Бозайници. Те са еволюционно първите и най-примитивните бозайници. Наречени са така, тъй като яйцепроводите, семепроводите и пикочопроводите завършват в общ проход, клоака. Те са единственият разред в подклас Prototheria. Запазени живи представители има само в Австралия – птицечовка и ехидна.
Поради единствеността на включения в него разред, подкласът служи само за таксономично различаване от представителите на подклас Живородни бозайници. Те снасят яйца, от които се излюпват малките. След излюпването, малките се кърмят от майката, аналогично на другите бозайници.

## Общи сведения
Въпреки че в миналото са били често срещани, до днес са оцелели само две видови подгрупи – птицечовки и ехидни, представени от 5 животински вида.
Съчетават белези на влечуги, птици и бозайници. Снасят яйца. Скоростта на метаболитните им процеси е по-ниска от тази на другите бозайници. Също така и температурата, която поддържат е леко колебаеща се и по-ниска (около 32 °C, в сравнение с двуутробните 35 °C, плацентните 38 °C или птиците 41 °C – средно). Някои животни имат козина, други рогова обвивка, а трети човка. Хранят малките си с мляко, но млечните им жлези нямат сукални зърна.

## Разпространение
Срещат се в Австралия и остров Нова Гвинея. Островът е разположен северно от Австралия и е имал сухопътна връзка с континента допреди 10 – 15 хил. години. Обитават гори, равнини и речни крайбрежия.

## Начин на живот и хранене
Ехидните са екологичния еквивалент на Люспениците и Мравоядите, водят наземен начин на живот, хранят се с определени видове насекоми, като термити и мравки, разкопават колониите им със силните си и снабдени с големи и здрави нокти крака, при опасност са способни да се заровят много бързо в земята, като отгоре остават да се показват само дългите и бодли. Птицечовката обитава ледено студените планински потоци, много добър плувец, във водата се движи с ловкост подобна на бобъра и патиците потапници. Храни се с дребни безгръбначни, които открива по дъното с помощта на чувствителната си човка. Храносмилаелнаа им система завършва с клоака.
Продължителността на живота им е до 50 години.

## Размножаване
Снасят яйца, подобно на птиците и влечугите, малките си кърмят с мляко, но нямат сукални зърна. Малките на ехидната са голи, без бодли.

## Еволюция
Те са първите бозайници и са произлезли от зверозъби гущери. В разреда са единствените бозайници, които снасят яйца. Предполага се, че при разделянето на Пангея, Австралия и Нова Гвинея, които са били общо парче земя, са се изолирали екологично, което е причина днес да са разплостранени само там. Единственият извествен вид от друга част на света е патагонският палеоценски Monotrematum sudamericanum Разредът е оцелял, тъй като представителите му заемат екологични ниши със слаба или никаква конкуренция.
Първи предположения за еволюцията на разреда прави Darlinton през 1957 г., който смята, че еднопроходните са били широко разпространити през Юра. Тази теория е отхвърлена, тъй като изследвания от 2009 г., които предполагат образуването на протоптицечови преди 19 – 48 млн г. Въпреки това, образуването и възрастта на разреда е обект на научни спорове.

## Класификация
- Разред Monotremata[4]
  - Подразред Platypoda
    - Семейство Ornithorhynchidae: Птицечовки
      - Род Ornithorhynchus
        - Ornithorhynchus anatinus, Птицечовка

  - Подразред Tachyglossa
    - Семейство Tachyglossidae: Ехидни
      - Род Tachyglossus
        - Tachyglossus aculeatus, Късоноса ехидна, Австралийска ехидна
          - Tachyglossus aculeatus aculeatus
          - Tachyglossus aculeatus acanthion
          - Tachyglossus aculeatus lawesii
          - Tachyglossus aculeatus multiaculeatus
          - Tachyglossus aculeatus setosus

      - Род Zaglossus
        - Zaglossus attenboroughi, Проехидна на Атънбъроу
        - Zaglossus bartoni,
          - Zaglossus bartoni bartoni
          - Zaglossus bartoni clunius
          - Zaglossus bartoni diamondi
          - Zaglossus bartoni smeenki

        - Zaglossus bruijni, Проехидна, Дългоноса ехидна, Дългоноса проехидна, Дългомуцунеста ехидна